# Chelia
Chelia là một đô thị thuộc tỉnh Khenchela, Algérie. Dân số thời điểm năm 2002 là 4.851 người.